# Immobilienindex
Ein Immobilienindex ist ein Index, der die Preis- oder Wertänderungen am Immobilienmarkt bzw. in dessen  Segmenten angibt. Ein Immobilienpreisindex misst wie sich der durchschnittliche Immobilienpreis bezogen auf ein willkürliches Jahr verändert hat – häufig erfolgt die Angabe des Index in Prozent.
Immobilienindices können die Basis für Derivate bilden.

## Arten
Während die Erstellung von Börsenindices für jedermann möglich ist, da die Kurse öffentlich bekannt sind und aufgrund der Liquidität der Märkte kontinuierlich Transaktionen zustande kommen, ist bei Immobilienindices die Beschaffung der Basisdaten eine schwierige Aufgabe.
Grundsätzlich können Immobilienindices transaktionsbasiert oder bewertungsbasiert erstellt werden.

### Transaktionsbasierte Indices
Bei transaktionsbasierten Indices werden die Kaufpreise für die tatsächlich im Untersuchungszeitraum erfolgten Transaktionen zu Grunde gelegt. Da die Zahl der Transaktionen (verglichen mit Börsen) relativ gering ist, erfolgt die Kalkulation des Index nicht täglich, sondern in größeren Abständen, vielfach jährlich.
Die Kaufpreise sind in Deutschland nicht öffentlich. Lediglich die Kaufpreise für Grundstücke werden an die Gutachterausschüsse der Kreise gemeldet und können zu Kalkulationen herangezogen werden. Daher können Immobilienindices nur von Verkäufern selbst oder Verbänden der Immobilienwirtschaft ermittelt werden.
Auch bestehen bei diesem Vorgehen systematische Verzerrungen: So werden vielfach nur die Verkäufe von Neubauten berücksichtigt. Auch ist eine repräsentative Verteilung der Objekte auf Regionen und Immobilientypen nicht gegeben.

### Bewertungsbasierte Indices
Bei bewertungsbasierten Indices werden die Werte von Bestandsimmobilien analog der Bewertung bei Wertgutachten ermittelt. Treiber der Wertveränderung sind hier primär die Veränderung der Mieten. Dieser Ansatz hat den Vorteil unabhängig von zufällig stattfindenden Transaktionen zu sein. Allerdings ist eine Bewertung einer Vielzahl von Immobilien aufwändig und die Genauigkeit der Ermittlung der Werte ist gering.

## Einzelne Indices

### Deutschland
In Deutschland konkurrieren eine Vielzahl von Anbietern mit unterschiedlichen Datenbasen und Konzepten. Ein führender Index hat sich nicht herausgebildet. So bestehen:
| Index                                         |  | Anbieter                                                | Methode                                            | Seit | Datenbasis                                                                         | Häufigkeit    |
| DEIX-Index                                    |  | Gewos                                                   | Transaktionen                                      | 1989 | Käufe von ca. 210.000 EFH und 230.000 ETW                                          | jährlich      |
| Dix (Deutscher Immobilienindex)               |  | IPD                                                     | Bewertungen                                        | 1996 | Anbieter offener Immobilienfonds                                                   | jährlich      |
| Immobilien-Index                              |  | bulwiengesa                                             | Transaktionen                                      | 1975 | Eigene Erhebungen in 125 Städten                                                   | jährlich      |
| EPX-Index                                     |  | Europace                                                | Transaktionen                                      | 2005 | ca. 20.000 Immobilienfinanzierungen pro Monat                                      | monatlich     |
| WohnBarometer                                 |  | ImmoScout24                                             | Angebotspreise                                     | 2007 | Eigene Homepage                                                                    | monatlich     |
| IWIP-Index                                    |  | IndustrialPort & Institut der deutschen Wirtschaft (IW) | Angebotspreise, Bewertungen, aktuelle Mietverträge | 2012 | Datenbank mit Mietpreisen inkl. detaillierter Objektinformationen                  | jährlich      |
| S-IM (Sprengnetter Immobilienmarktmonitoring) |  | Sprengnetter Immobilienbewertung                        | Transaktionen                                      | 1987 | Datenbank mit mehreren 100.000 Kaufpreisen inkl. detaillierter Objektinformationen | jährlich      |
| VDP-Index                                     |  | VDP                                                     | Transaktionen                                      | 2003 | ca. 60.000 Immobilienfinanzierungen von Pfandbriefbanken pro Jahr                  | quartalsweise |
| Victor (Valuation Performance Indicator)      |  | Jones Lang LaSalle                                      | Transaktionen                                      | 2003 | Eigene Transaktionen                                                               | quartalsweise |

### USA

Case-Shiller-Index

In den USA ist der Case-Shiller-Index der führende Immobilienindex. Der von S&P vertriebene Index wird für verschiedene Teilmärkte monatlich veröffentlicht: Ein bundesweiter Wohnimmobilienindex, einen Index für die wichtigsten 10 bzw. 20 Städte und 20 Einzelindizes für einzelne Metropolen.
Ein weiterer bedeutender Immobilienindex ist der FHFA House Price Index von der Federal Housing Finance Agency (FHFA). Die Bundeshausfinanzierungsagentur ist die Aufsichtsbehörde der Hypothekenfinanzierer Fannie Mae und Freddie Mac.
Der NAHB/Wells Fargo Housing Market Index (HMI, auch NAHB-Hausmarktindex genannt) wird von der National Association of Home Builders (NAHB) veröffentlicht. Er spiegelt die Geschäftserwartungen von Bauunternehmen, die auf Einfamilienhäuser spezialisiert sind, wider.

### UK
Im Vereinigten Königreich ist der IPD-Index der führende Immobilienindex.

## Immobilienaktien-Indices
Immobilienaktien-Indices spiegeln im Gegensatz zu Immobilienindices nicht die Wertentwicklung der Immobilien, sondern derjenigen Aktiengesellschaften, die sich auf Immobilienbewirtschaftung spezialisiert haben (z. B. REITs) wider. Beispiele sind der Deutsche Immobilienaktienindex (DIMAX) oder der Immobilien Austrian Traded Index (IATX).